# Prendila è mia
Prendila, è mia (Take Her, She's Mine) è un film statunitense del 1963 diretto dal regista Henry Koster.

## Trama
In pieno fermento anni sessanta Frank Michaelson è uno stimato avvocato  e ha una sola preoccupazione, sua figlia Molly. La ragazza ha un carattere forte e rifiuta di essere privata di una qualsiasi delle libertà che ritiene fondamentali. Quando il consiglio scolastico mette al bando alcuni libri, giudicati troppo licenziosi ed inadatti agli studenti, Molly guida la rivolta e Frank dapprima cerca di intervenire poi si fa coinvolgere nella battaglia. Quando Molly viene invitata a Parigi per frequentare un corso di pittura, il padre, preoccupato, decide di seguirla finendo così in un guaio dopo l'altro. Prima cade in una retata della polizia poi, mentre è ad una festa in maschera, per scampare ai fotografi si getta mezzo nudo nella Senna. Il Consiglio Scolastico di cui è uno dei componenti lo richiama all'ordine e a Frank non resterà che spiegare a suo modo il bisogno di proteggere Molly, conquistando così la simpatia dei colleghi strappando un sorriso in onore del tenero amore paterno. La figlia invece, a suo agio, troverà l'amore.